# كينيث ماك ألبين
كينيث ماك ألبين (بالغيلية الوسطى: Cináed mac Ailpin، بالغيلية الحديثة: Coinneach mac Ailpein) كان ملك البيكتيون وهو أول ملوك الاسكتلنديين طبقًا لخرافة قومية. وقد عُرف لاحقًا بلقب «الفاتح» (An Ferbasach).

### استشهادات
1. ↑  وليام سكين (1867). Chronicles of the Picts, Chronicles of the Scots and other Early Memorials of Scottish History (بالإنجليزية). إدنبرة. p. 83.{{استشهاد بكتاب}}:  صيانة الاستشهاد: مكان بدون ناشر (link)

### عامة
ابتدائية
- جون بانرمان (1999). "The Scottish Takeover of Pictland". In دوفيت برون; توماس أوين كلانسي (eds.). Spes Scotorum: Hope of Scots. Saint Columba, Iona and Scotland (بالإنجليزية). إدنبرة: تي آند تي كلارك. ISBN:0-567-08682-8.
- دوفيت برون (2001). "Kenneth mac Alpin". In مايكل لينش (ed.). The Oxford Companion to Scottish History (بالإنجليزية). أكسفورد: دار نشر جامعة أكسفورد. ISBN:0-19-211696-7. Archived from the original on 2022-06-28.
- دوفيت برون. "Pictish Kings 761–839: Integration with Dál Riata or Separate Development". In سالي فوستر (ed.). The St Andrews Sarcophagus (بالإنجليزية). دبلن: دار نشر المحاكم الأربعة. ISBN:1-85182-414-6.
- دوفيت برون. دوفيت برون; توماس أوين كلانسي (eds.). "Dunkeld and the origins of Scottish Identity" (بالإنجليزية). {{استشهاد بدورية محكمة}}: الاستشهاد بدورية محكمة يطلب |دورية محكمة= (help)
- توماس كلانسي. مايكل لينش (ed.). "Caustantín son of Fergus" (بالإنجليزية). {{استشهاد بدورية محكمة}}: الاستشهاد بدورية محكمة يطلب |دورية محكمة= (help)
- آرتشي دنكان (2002). The Kingship of the Scots 842–1292: Succession and Independence (بالإنجليزية). إدنبرة: دار نشر جامعة إدنبرة. ISBN:0-7486-1626-8.
- كاثرين فورسيث (2005). "Scotland to 1100". In جيني وورمالد (ed.). Scotland: A History (بالإنجليزية). أكسفورد: دار نشر جامعة أكسفورد. ISBN:0-19-820615-1.
- سالي فوستر. Picts, Gaels and Scots: Early Historic Scotland (بالإنجليزية). لندن: باتسفورد. ISBN:0-7134-8874-3.
- ماري هربرت. "Ri Éirenn, Ri Alban: kingship and identity in the ninth and tenth centuries". In سيمون تايلور (ed.). Kings, clerics and chronicles in Scotland 500–1297 (بالإنجليزية). دبلن: دار نشر المحاكم الأربعة. ISBN:1-85182-516-9.
- جون كيليهر (1976). مايكل أوبراين (ed.). Corpus genealogiarum Hiberniae (بالإنجليزية). معهد دبلن للدراسات المتقدمة.
- دونكاد كوران (1998). "Vikings in Ireland and Scotland in the ninth century" (PDF). Peritia. ج. 12. ص. 296–339.
- أليكس وولف. مايكل لينش (ed.). "Constantine II" (بالإنجليزية). {{استشهاد بدورية محكمة}}: الاستشهاد بدورية محكمة يطلب |دورية محكمة= (help)
- أليكس وولف. مايكل لينش (ed.). "Kingdom of the Isles" (بالإنجليزية). {{استشهاد بدورية محكمة}}: الاستشهاد بدورية محكمة يطلب |دورية محكمة= (help)

إضافية
- ديفيد دومفيل (2018). "Gaelic Macro-Genealogy and the Development of an Origin-Legend for the Kingdom of Alba". إنيس ريفيو (بالإنجليزية). 69 (2): 165–170. DOI:10.3366/inr.2018.0174. eISSN:1745-5219. ISSN:0020-157X.
- سالي فوستر (2005). Picts, Gaels and Scots (بالإنجليزية).
- ليسلي ألكوك (2003). Kings and Warriors, Craftsmen and Priests in Northern Britain AD 550–750 (بالإنجليزية). جمعية الآثار في اسكتلندا.
- أليكس وولف (2007). Pictland to Alba: Scotland, 789–1070. New Edinburgh History of Scotland (بالإنجليزية).
- "The Oxford Companion to Scottish History" (بالإنجليزية). 2001. {{استشهاد بدورية محكمة}}: الاستشهاد بدورية محكمة يطلب |دورية محكمة= (help)